# پوئنت-ده-کاسکاد، کبک
پوئنت-ده-کاسکاد (به فرانسوی: Pointe-des-Cascades) روستایی در منطقه شهری وودروی-سولانژ ناحیه مونترژی در استان کبک کانادا است. در سرشماری سال ۲۰۱۱ این روستا ۱٬۰۱۴ نفر جمعیت داشته‌است و مساحت آن ۲٫۶۶ کیلومتر مربع است.